# Orbán (Villamarín)
Orbán (llamada oficialmente Santa María de Orbán) es una parroquia del municipio español de Villamarín, en la provincia de Orense, Galicia.

## Toponimia
La parroquia también es conocida por el nombre de Santa Mariña de Orbán.

## Organización territorial
La parroquia está formada por diez entidades de población:
- A Penela
- A Raña
- Marcelle
- Montós
- O Palacio
- O Pereiro
- Outraldea (A Outraldea)
- O Vilar (Vilar)
- Toldavia
- Xagrada (Xagrade)

## Demografía
| Gráfica de evolución demográfica de Orbán entre 2000 y 2023 |
|                                                             |
| Datos según el nomenclátor publicado por el INE.            |